# Margaret Bonds

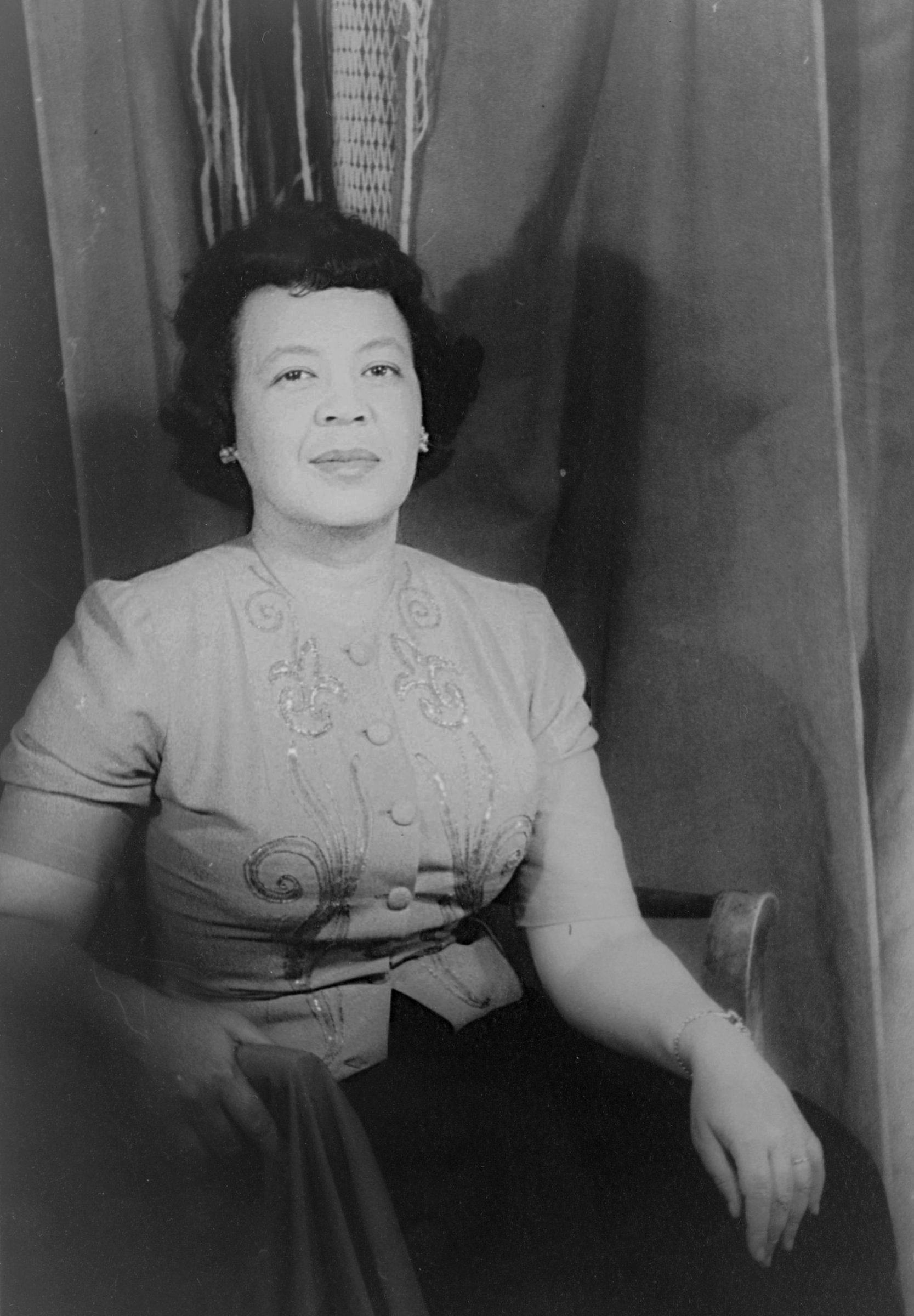
Carl van Vechten: Margaret Bonds (1956)

Margaret Allison Richardson Bonds (* 3. März 1913 in Chicago; † 26. April 1976 in Los Angeles) war eine US-amerikanische Komponistin und Pianistin.
Bonds bekam ihren ersten Unterricht von ihrer Mutter, der Organistin Estalla C. Bonds und war dann Klavier- und Kompositionsschülerin von William Dawson und Florence Price. Ab 1929 studierte sie an der Northwestern University Klavier bei Emily Boettiche Bogue und Komposition bei Arnie Oldburg und Dean Carl Beecher. 1932 wurde sie für den Song Sea Ghost mit dem Wanamaker Price ausgezeichnet. 
Als Pianistin debütierte Bonds 1932 in der New Yorker Town Hall. 1933 führte sie mit dem Chicago Symphony Orchestra unter Frederic Stock John Alden Carpenters Concertino auf, 1934 mit dem Chicago Woman's Orchestra unter Leitung von Ebba Sundstrom für eine Rundfunksendung von CBS Florence Prices D-Moll-Klavierkonzert auf. 
Ab 1936 entstanden in Chicago in Zusammenarbeit mit dem Schriftsteller und Lyriker Langston Hughes Kantaten, Musicals und Liedzyklen. Sie studierte Orchestration bei Albert Nölte, tourte mit der Sängerin Katherine Van Buren durch Wisconsin und Iowa, arbeitete für Elsie Roxboroughs Theater in Detroit und produzierte mit Katherine Dunham William Grant Stills La guiablesse.
1939 ging sie nach New York, wo sie ab 1941 an der Juilliard School of Music bei Tobert Storer, Henry Levine, Roy Harris und Emerson Harper studierte. Sie wirkte dann in New York und (ab 1967) in Los Angeles als Pianistin (u. a. im Duo mit Frances Kraft Reckling, Calvin Jackson und Gerald Cook) und Musikpädagogin. 1967 erhielt sie den Alumni Merit Award der Northwestern University. Ihr bedeutendster Schüler war Ned Rorem.  

## Werke
- A dance in brown für Klavier
- A Spanish mother für Klavier
- African dance für Sopran, Bariton und Klavier, 1953
- April rain song für Stimme und Klavier
- Available Jones für Stimme und Klavier
- Ballad of the brown king für Tenor, gemischten Chor und Klavier, 1960
- Be a little savage with me für Stimme und Klavier (Text von Langston Hughes), 1949
- Beyond the end of the trail für Stimme und Klavier (Text von Roger Chaney)
- Birth für Stimme und Klavier (Text von Langston Hughes)
- Bound für Stimme und Klavier, 1939
- Bright star für Stimme und Klavier (Text von Janice Lovoos), 1968
- Burlesque is alive, Musiktheater
- Children's sleep für gemischten Chor und Klavier (Text von Vernon Glassner), 1940
- Clandestine in the morning line Musik zum Schauspiel von Josh Greenfield, UA 1961
- Composition for the dance für Klavier, 1939
- Cowboy from South Parkway für Stimme und Klavier (Text von Langston Hughes)
- Credo für Solisten, gemischten Chor und Klavier, 1965
- 5 Creek-freedmen spirituals für Stimme und Klavier, 1942
- Diary of a divorcee für Stimme und Klavier (Text von Janice Lovoos), 1968
- Didn't it rain? für hohe Stimme und Klavier, 1967
- Don't speak für Stimme und Klavier (Text von Janice Lovoos), 1968
- Don't you want to be free?, Musical (Text Langston Hughes) (1938)
- Down South in Dixie für Stimme und Klavier, 1933
- 3 Dream portraits für hohe Stimme und Klavier, 1932
- Dry bones für Stimme und Klavier, 1946
- 12 Easy lessons and exercises für Klavier, 1938
- Empty interlude für Stimme und Klavier (Texte von Roger Chaney und Andy Razaf), 1941
- Every time I feel the spirit für Stimme und Klavier, 1970
- Ezek'el saw the wheel für mittlere Stimme und Klavier, 1959
- Fantasy in purple für Stimme und Klavier, 1937
- Feast für Stimme und Klavier, 1965
- Fields of wonder für Männerstimmen (Texte von Langston Hughes), 1963
- Footprints on my heart für Stimme und Klavier (Text von Marjorie May)
- Freedom land für Stimme und Klavier (Text von Langston Hughes), 1964
- Georgia für Stimme und Klavier (Texte von Andy Razaf, Margaret Bonds und Joe Davis), 1939
- Go tell it on the mountain für Stimme und Klavier
- He's got the whole world in his hands für hohe Stimme und Klavier, 1963
- Hold on für hohe Stimme und Klavier, 1962
- Hold the wind für Stimme und Klavier, 1970
- Hyacinth für Stimme und Klavier (Text von Edna St. Vincent Millay)
- I got a home in that rock für Stimme und Klavier, 1959
- I shall pass through the world für Stimme und Klavier, 1966
- I want Jesus to walk with me für Cello und Klavier, 1964
- I want to be ready für Stimme und Klavier
- I wish I knew how it would feel to be free für Sopran und gemischten Chor
- I'll make you savvy für Stimme und Klavier, (Text von Langston Hughes)
- I'm going to Reno für Stimme und Klavier
- I'm gonna do a song and dance für Chor (Text von Bill Cairo)
- I'm so in love für Solostimme (Texte von Margaret Bonds und Leonard Reed), 1927
- If you're not there für gemischten Chor (Text von Andy Razaf), 1939
- Joshua fit de battle of Jericho für mittlere Stimme und Klavier, 1967
- Joy für Stimme und Klavier (Text von Langston Hughes), 1936
- Lady by the moon I vow für Stimme und Klavier (Text von Robert Dunsmore), 1939
- Let's make a dream come true für Stimme und Klavier, (Text von Roger Chaney)
- Let's meet tonight in a dream für Stimme und Klavier, (Text von Roger Chaney)
- Little Davd, play on your harp für Stimme und Klavier, UA 1956
- Lord, I just can't keep from cryin’ für Stimme und Klavier, 1946
- Love ain't what it used to be für Stimme und Klavier, 1935
- Love's runnin' riot für Stimme und Klavier, (Text von Langston Hughes), 1946
- Marquette Road blues für Klavier, 1918
- Mary had a little baby für Klavier, 1962
- Mass D minor für gemischten Chor und Orchester, 1959
- Montgomery variations für Orchester, 1965
- Midtown affair, Musical, (Text von Roger Chaney), 1958
- Migration, Ballett
- My kind of man für Stimme und Klavier, (Text von Roger Chaney), 1953
- Night time für Stimme und Klavier, (Text von Langston Hughes), 1937
- Nile fantasy für Klavier und Orchester, UA 1967
- No good man für Stimme und Klavier, (Text von Langston Hughes), 1937
- No man has seen his face für gemischten Chor, 1970
- Note on the commercial theater für Stimme und Klavier, (Text von Langston Hughes), 1960
- Park bench für Stimme und Klavier, (Text von Langston Hughes), 1936
- Peachtree Street für Stimme und Klavier, (Texte von Andy Razaf, Margaret Bonds und Joe Davis)
- Peter, go ring dem bells für Stimme und Klavier oder Orchester
- Playing with fire für Stimme und Klavier, (Text von Langston Hughes)
- Pot pourri für Stimme und Klavier, 1968
- Praise the Lord für gemischten Chor, 1965
- Quintet für Klavier und Streicher, 1933
- Radio ballroom für Stimme und Klavier, (Text von Andy Razaf), 1957
- Rainbow gold für Stimme und Klavier, (Text von Roger Chaney), 1956
- Romey and Julie, Musik zum Schauspiel von Robert Dunsmore
- Run, sinner, run für Stimme und Klavier, 1970
- Sea ghost für Stimme und Klavier, 1932
- Scripture reading für Kammerorchester, 1971
- Shakespeare in Harlem, Musik zum Schauspiel von Langston Hughes, 1958
- Silent love; that sweet silent love für Stimme und Klavier, (Text von Langston Hughes), 1937
- Simon bore the cross für gemischten Chor und Orgel oder Klavier
- Sing aho für mittlere Stimme und Klavier, 1960
- Sinner, please don't let this harvest pass für mittlere Stimme und Klavier, 1970
- Sit down, servant für gemischten Chor und Orchester
- Sleep song für Stimme und Klavier, (Text von Joyce Kilmer), 1932
- Songs of the seasons für hohe Stimme und Klavier, 1955
- Spiritual suite für Klavier
- Spirituals five für hohe Stimme und Orchester, 1942
- Spring delight für Solostimme
- Spring will be so sad für Stimme und Klavier, (Texte Margaret Bonds und Harold Dickinson), 1940
- St. Francis' prayer für gemischten Chor
- Standing in the need of prayer für Sopran und gemischten Chor, 1970
- Stopping by the woods on a snowy evening für Stimme und Klavier, (Text von Robert Frost), 1960
- Supplication für achtstimmigen Chor, (Text von Roger Chaney)
- Swing low, sweet chariot für Stimme und Klavier, 1952
- T'ain't no need für Stimme und Klavier, (Text von Roger Chaney), 1942
- The blues I'm playing für Stimme und Klavier, (Text von Langston Hughes), 1941
- The little sugar I had last night für Stimme und Klavier, 1961
- The migration, Musical, 1964
- That sweet silent love für Solostimme (Text von Langston Hughes)
- The moon winked twice für Stimme und Klavier, (Texte von Margaret Bonds, Dan Burkley und Dorothy Sachs), 1941
- The Negro speaks of rivers; I've known rivers für mittlere Stimme und Klavier, (Text von Langston Hughes), 1935
- The New York blues für Stimme und Klavier, (Text von Malone Dickerson), 1938
- The night shall be filled with music für gemischten Chor, (Text von Henry Wadsworth Longfellow), 1965
- The pasture für Stimme und Klavier, (Text von Robert Frost), 1958
- The price of a love affair für Stimme und Klavier, (Text von Ernest Richman)
- The singin’ mouse für Solostimme, (Text von Henry Douté), 1937
- The way we dance in Chicago für Stimme und Klavier, (Text von Langston Hughes)
- This little light of mine für Stimme und Klavier, 1970
- Three sheep in a pasture für Klavier, 1940
- To a brown girl, dead für Stimme und Klavier, (Text von Countee Cullen), 1933, 1956
- Trampin’ für Stimme und Klavier, 1931
- Tropics after dark, Musical, 1940
- Troubled water für Klavier
- U. S. A., Musik zum Schauspiel von John Dos Passos
- Voo doo man für Solostimme, (Text von Langston Hughes)
- Waltz from the notebook of a ballet accompanist für Klavier
- West Coast blues für Stimme und Klavier, 1938
- What lips my lips have kissed für Stimme und Klavier, (Text von Edna St. Vincent Millay), 1956
- When the dove enters in für Stimme und Klavier, (Text von Langston Hughes), 1960
- Wings over Broadway, Ballett, 1940
- Winter night's dream, Kinderoperette, (Text von Robert Dunsmore), 1956
- You can tell the world für Frauenchor, 1964
- You're pretty special für Stimme und Klavier, (Text von Dorothy Sachs), 1941